# CCTV-中视购物频道
CCTV-中视购物频道(CCTV-中视购物, 중국어: 中国中央电视台中视购物频道)은 중국중앙텔레비전의 텔레비전 채널 중 하나이다.